# Lee Kwang-soo
Lee Kwang-soo (hangul: 이광수, hancha: 李光洙; ur. 14 lipca 1985) – południowokoreański aktor, osobowość telewizyjna i model. Należy do agencji Thespis Entertainment.
Zadebiutował jako aktor w sitcomie Here He Comes (2008). Następnie zyskał uznanie dzięki roli w medycznym melodramacie Gwaenchanh-a, sarang-i-ya (2014), filmach Joh-eun chingudeul (2014) i Dol-yeonbyeon-i (2015), a także serialach Ma-eum-ui sori i Live (2018).
Oprócz aktorstwa, Lee jest również znany jako jeden z członków regularnej obsady południowokoreańskiego programu rozrywkowego Running Man (2010–2021).

## Filmografia

### Filmy
| Rok  | Tytuł                        | Rola              |
| ---- | ---------------------------- | ----------------- |
| 2011 | Pyeong-yangseong             | Moon-di           |
| 2012 | Wonderful Radio              | Cha Dae-geun      |
| 2012 | Gantong-eul gidarineun namja | Gi-poong          |
| 2012 | Nae anaeui modeun geot       | PD Choi           |
| 2013 | A Wonderful Moment           | Kim Jung-il       |
| 2013 | Maritime Police Marco        | Marco             |
| 2013 | Wędrówki z dinozaurami       | Patchi            |
| 2014 | Joh-eun chingudeul           | Min-soo           |
| 2014 | A Dynamite Family            | posterunkowy Park |
| 2015 | Dol-yeonbyeon-i              | Park Goo          |
| 2018 | Tamjeong: Liteonjeu          | Yeo Chi           |
| 2019 | Na-ui teukgeup hyeongje      | Dong-goo          |

### Seriale
| Rok       | Tytuł                                  | Rola                                      | Stacja telewizyjna |
| --------- | -------------------------------------- | ----------------------------------------- | ------------------ |
| 2008      | The Scale of Providence                | Oh Kwang-chul                             | SBS                |
| 2008–2009 | Here He Comes (kor. 그분이 오신다)     | Oh Man-soo                                | MBC                |
| 2009–2010 | Jibungttulgo High Kick                 | Lee Kwang-soo                             | MBC                |
| 2010      | Dong-yi                                | Park Young-dal                            | MBC                |
| 2011      | City Hunter                            | Go Ki-joon                                | SBS                |
| 2011–2012 | Chong-gagne yachaegage                 | Nam Yoo-bong                              | Channel A          |
| 2012      | Sesang eodi-edo eobnneun chakhan namja | Park Jae-gil                              | KBS2               |
| 2013      | Yeon-aejojakdan: Cyrano                | Choi Dal-in (Cameo, odc. 6-8)             | tvN                |
| 2013      | Bur-ui yeosin Jeong-i                  | książę Imhae                              | MBC                |
| 2013      | Gamjabyeol 2013QR3                     | pierwsza miłość Bo-young (Cameo, odc. 18) | tvN                |
| 2014      | Secret Love                            | Lee Tae-yang (odc. 7-8)                   | Dramacube          |
| 2014      | Gwaenchanh-a, sarang-i-ya              | Park Soo-kwang                            | SBS                |
| 2015      | Dziewczyna, która widzi zapachy        | on sam (Cameo, odc. 1)                    | SBS                |
| 2016      | Puck!                                  | Jo Joon-man                               | SBS                |
| 2016      | Taeyang-ui huye                        | cameo (odc. 1)                            | KBS2               |
| 2016      | Dear My Friends                        | Yoo Min-ho (gościnnie)                    | tvN                |
| 2016      | Entourage                              | Cha Joon                                  | tvN                |
| 2016–2017 | Ma-eum-ui sori                         | Jo Suk                                    | KBS2               |
| 2016–2017 | Hwarang                                | Mak-moon (gościnnie, odc. 1-2)            | KBS2               |
| 2017      | Choego-ui hanbang                      | Yoon-ki (Cameo, odc. 2)                   | KBS2               |
| 2018      | Live                                   | Yeom Sang-soo                             | tvN                |